# Illusion's Play
Albums de Shape of Despair
Angels of Distress
(2001) Shape of Despair
(2005)
Illusion's Play est le troisième album studio du groupe de Funeral doom metal finlandais Shape of Despair. L'album est sorti en 2004 sous le label Spinefarm Records.
Sur cet opus, les synthétiseurs et les claviers prennent plus de place que dans les précédents albums de Shape of Despair. Les éléments d'ambiant y sont davantage mis en avant.

## Musiciens
- Pasi Koskinen - Chant guttural, Chant clair
- Nathalie Koskinen - Chant féminin
- Jarno Salomaa - Guitare, Claviers
- Tomi Ullgren - Guitare
- Sami Uusitalo - Basse
- Samu Ruotsalainen - Batterie
- Toni Reahalme - Violon

## Liste des morceaux
1. Sleep Mirrored – 6:09
2. Still-Motion – 16:29
3. Entwined in Misery – 8:03
4. Curse Life – 9:18
5. Fragile Emptiness – 8:56
6. Illusion's Play – 12:36